# Alepis
Alepis es un género de arbustos con dos especies pertenecientes a la familia Loranthaceae.  

## Taxonomía
El género fue descrito por Tiegh.  y publicado en Bulletin de la Société Botanique de France  41: 605 en el año 1894. La especie tipo es Alepis flavida Tiegh.

## Especies
- Alepis flavida Tiegh.
- Alepis polychroa 	Tiegh.